# Schneckenbecken-Dysplasie
Die Schneckenbecken-Dysplasie ist eine sehr seltene, zu den letalen Formen einer Chondrodysplasie gehörende  angeborene Erkrankung mit den Hauptmerkmalen einer Skelettdysplasie und auffälligen Form einer  Hypoplasie des Beckens.
Synonyme sind: Chondrodysplasie mit schneckenähnlichem Becken; SLC35D1-CDG; englisch Chondrodysplasia lethal neonatal with snail like pelvis
Die Bezeichnung wurde von den Autoren der Erstbeschreibung aus dem Jahre 1986 durch den US-amerikanischen Humangenetiker Z. Borochowitz und Mitarbeiter aufgrund des Aussehens des Beckenskelettes im Röntgenbild vorgeschlagen.

## Verbreitung
Die Häufigkeit wird mit unter 1 zu 1.000.000 angegeben, bislang wurden etwa 20 Patienten beschrieben. Die Vererbung erfolgt autosomal-rezessiv.

## Ursache
Der Erkrankung liegen Mutationen im SLC35D1-Gen auf Chromosom 1 Genort p31.3 zugrunde, das für den UDP-GlcA/UDP-GalNAc-Transporter kodiert.
Im Jahr 2015 wurde eine weitere Mutation im INPPL1-Gen auf Chromosom 11 Genort 13.4 nachgewiesen.

## Klinische Erscheinungen
Klinische Kriterien sind:
- Dysproportionierter kurzgliedriger Kleinwuchs
- Lymphödem
- Makrozephalie

## Diagnose
Charakteristische Befunde im Röntgenbild sind:
- schneckenförmiges, hypoplastisches Becken
- Hypoplasie des Schulterblattes
- Haken lateral am Schlüsselbein
- Abgeflachte Molaren
- abgeflachte, hypoplastische Wirbelkörper
- kurze Rippen
- kurze und verbreiterte Fibula
- verkürzte und verbreiterte lange Knochen mit hantelähnlichem Aussehen
- vorzeitig verknöcherte Fußwurzel

## Differentialdiagnose
Abzugrenzen sind andere Formen der Chondrodysplasie.